# Migé
Migé est une commune française située dans le département de l'Yonne en région Bourgogne-Franche-Comté, dans le nord de la Bourgogne.

## Géographie
- Village principal : Migé
- Deux hameaux : Nanteau et Prénereau

### Climat
Pour des articles plus généraux, voir Climat de la Bourgogne-Franche-Comté et Climat de l'Yonne.
En 2010, le climat de la commune est de type climat océanique dégradé des plaines du Centre et du Nord, selon une étude du Centre national de la recherche scientifique s'appuyant sur une série de données couvrant la période 1971-2000. En 2020, Météo-France publie une typologie des climats de la France métropolitaine dans laquelle la commune est exposée à un climat océanique altéré et est dans une zone de transition entre les régions climatiques « Lorraine, plateau de Langres, Morvan » et « Centre et contreforts nord du Massif Central ». 
Pour la période 1971-2000, la température annuelle moyenne est de 10,7 °C, avec une amplitude thermique annuelle de 15,7 °C. Le cumul annuel moyen de précipitations est de 823 mm, avec 12,5 jours de précipitations en janvier et 7,9 jours en juillet. Pour la période 1991-2020, la température moyenne annuelle observée sur la station météorologique de Météo-France la plus proche, « Molesmes_sapc », sur la commune de Les Hauts de Forterre à 12 km à vol d'oiseau, est de 11,1 °C et le cumul annuel moyen de précipitations est de 850,3 mm. 
La température maximale relevée sur cette station est de 40,6 °C, atteinte le 25 juillet 2019 ; la température minimale est de −20 °C, atteinte le 9 janvier 1985,,. 
Les paramètres climatiques de la commune ont été estimés pour le milieu du siècle (2041-2070) selon différents scénarios d'émission de gaz à effet de serre à partir des nouvelles projections climatiques de référence DRIAS-2020. Ils sont consultables sur un site dédié publié par Météo-France en novembre 2022.

## Urbanisme

### Typologie
Au 1er janvier 2024, Migé est catégorisée commune rurale à habitat dispersé, selon la nouvelle grille communale de densité à sept niveaux définie par l'Insee en 2022.
Elle est située hors unité urbaine. Par ailleurs la commune fait partie de l'aire d'attraction d'Auxerre, dont elle est une commune de la couronne,. Cette aire, qui regroupe 104 communes, est catégorisée dans les aires de 50 000 à moins de 200 000 habitants,.

### Occupation des sols
L'occupation des sols de la commune, telle qu'elle ressort de la base de données européenne d’occupation biophysique des sols Corine Land Cover (CLC), est marquée par l'importance des territoires agricoles (79,5 % en 2018), une proportion identique à celle de 1990 (79,5 %). La répartition détaillée en 2018 est la suivante : 
terres arables (62,3 %), forêts (18,4 %), zones agricoles hétérogènes (17,1 %), zones urbanisées (1,9 %), milieux à végétation arbustive et/ou herbacée (0,2 %). L'évolution de l’occupation des sols de la commune et de ses infrastructures peut être observée sur les différentes représentations cartographiques du territoire : la carte de Cassini (XVIIIe siècle), la carte d'état-major (1820-1866) et les cartes ou photos aériennes de l'IGN pour la période actuelle (1950 à aujourd'hui).

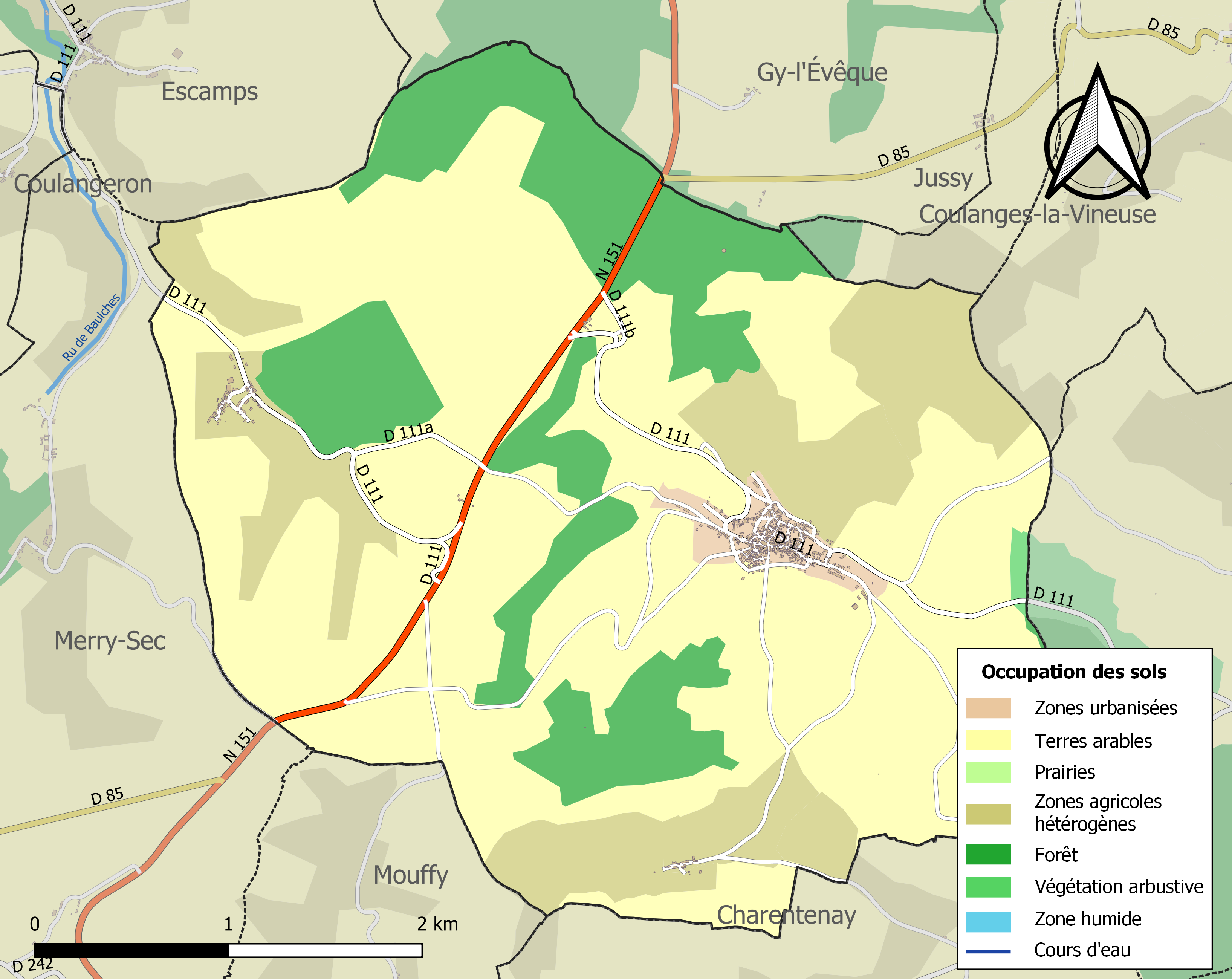
Carte des infrastructures et de l'occupation des sols de la commune en 2018 (CLC).

## Histoire
Des vestiges romains et mérovingiens furent découverts au cours du XIXe siècle.
Migé est cité en 1130 sous le nom de Migeium. C'est un fief relevant de la baronnie de Courson.
L'évêque Hugues de Montaigu (1115-1136) donne à l'abbaye Saint-Julien d'Auxerre l'église de Migé et celle de Charentenet, que l'abbesse Alix lui réclame.
Le village est en partie détruit par un incendie dans la nuit du 24 au 25 mai 1784. Ayant particulièrement touché le quartier Vaulibet, fait de maisons imbriquées aux toits de chaume, l'utilisation de chaume est alors proscrite pour la couverture des maisons. De ce fait, la couleur grenat de la tuile de Bourgogne l'emporte largement, même si apparaissent quelques toitures bleutées d'ardoises qui furent une marque ostensible de la bourgeoisie locale à la fin du XIXe et au début du XXe siècle.

## Politique et administration
| Période   | Période | Identité            | Étiquette | Qualité |
| --------- | ------- | ------------------- | --------- | ------- |
| 2014-2020 |         | Didier Cart-Tanneur | SE        |         |
|           |         |                     |           |         |

## Économie

### Agriculture
- Vigne (vin AOC Coulanges la Vineuse)
- Céréales
- Cultures fruitières (cerises)

## Démographie
Après avoir compté plus de 1000 âmes à la fin du XIXe siècle, Migé voit sa population décroître très rapidement avec l'avènement de la révolution industrielle et l'exode rural.
L'évolution du nombre d'habitants est connue à travers les recensements de la population effectués dans la commune depuis 1793. Pour les communes de moins de 10 000 habitants, une enquête de recensement portant sur toute la population est réalisée tous les cinq ans, les populations de référence des années intermédiaires étant quant à elles estimées par interpolation ou extrapolation. Pour la commune, le premier recensement exhaustif entrant dans le cadre du nouveau dispositif a été réalisé en 2007.

En 2022, la commune comptait 392 habitants, en évolution de −9,47 % par rapport à 2016 (Yonne : −1,95 %, France hors Mayotte : +2,11 %).
| 1793 | 1800 | 1806  | 1821 | 1831  | 1836  | 1841  | 1846  | 1851  |
| ---- | ---- | ----- | ---- | ----- | ----- | ----- | ----- | ----- |
| 842  | 992  | 1 046 | 987  | 1 028 | 1 066 | 1 041 | 1 078 | 1 108 |

| 1856  | 1861  | 1866  | 1872 | 1876 | 1881 | 1886 | 1891 | 1896 |
| ----- | ----- | ----- | ---- | ---- | ---- | ---- | ---- | ---- |
| 1 004 | 1 031 | 1 025 | 952  | 954  | 900  | 901  | 814  | 778  |

| 1901 | 1906 | 1911 | 1921 | 1926 | 1931 | 1936 | 1946 | 1954 |
| ---- | ---- | ---- | ---- | ---- | ---- | ---- | ---- | ---- |
| 602  | 612  | 581  | 507  | 438  | 412  | 409  | 378  | 338  |

| 1962 | 1968 | 1975 | 1982 | 1990 | 1999 | 2006 | 2007 | 2012 |
| ---- | ---- | ---- | ---- | ---- | ---- | ---- | ---- | ---- |
| 327  | 327  | 299  | 335  | 301  | 368  | 433  | 442  | 443  |

| 2017 | 2022 | - | - | - | - | - | - | - |
| ---- | ---- | - | - | - | - | - | - | - |
| 423  | 392  | - | - | - | - | - | - | - |

## Vie locale
- Saint Vincent : le dernier dimanche de janvier (fête des vignerons).
- Foire aux vins : dernier dimanche d'avril (26 avril pour 2015)
- Fête du village : le dimanche suivant le 14 juillet
- Migé est un village dynamique connu pour ses associations particulièrement diligentes notamment le "Foyer de l'amitié".

## Culture locale et patrimoine

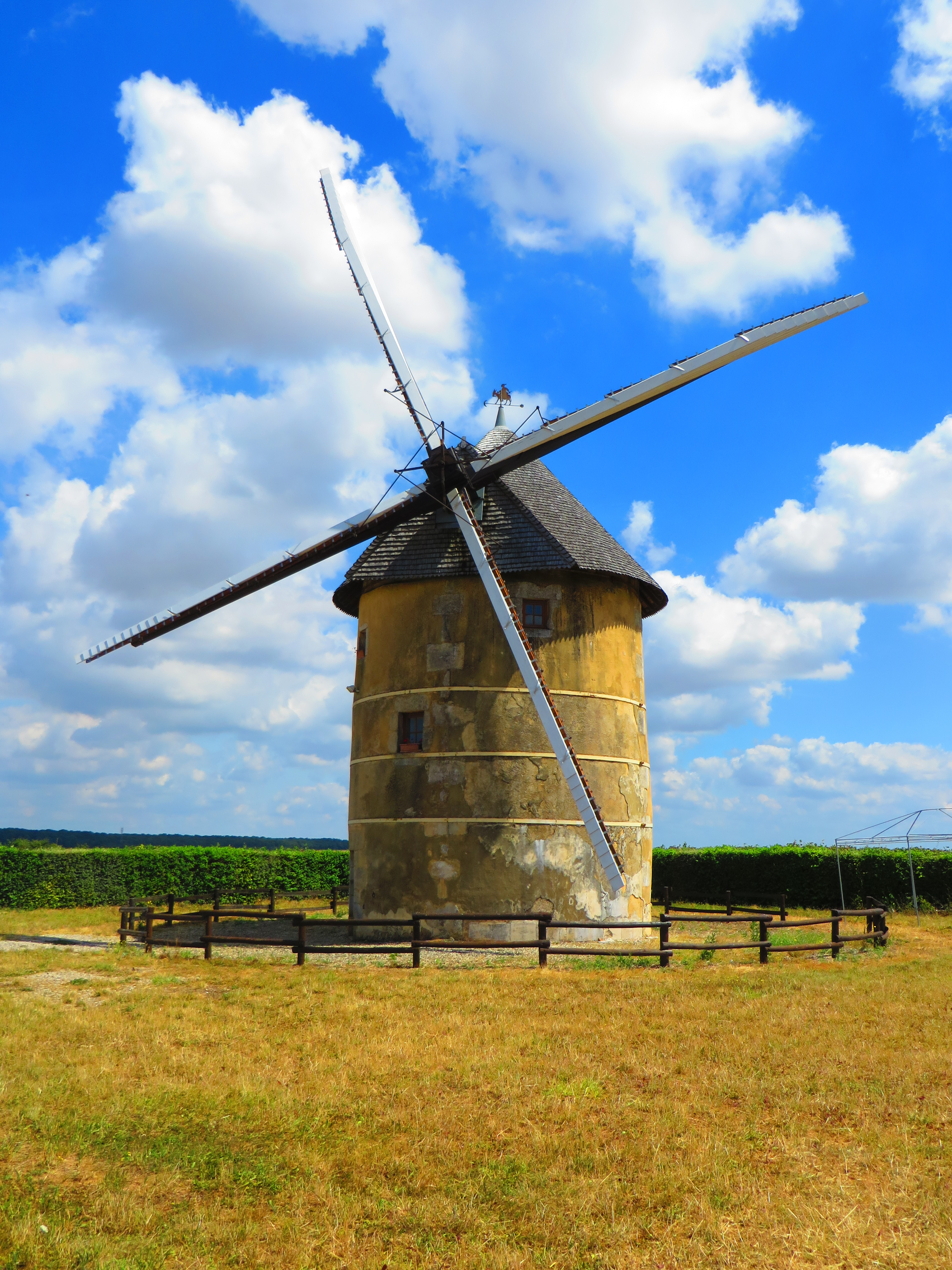
le Moulin à vent Dautin

### Lieux et monuments
- Moulin à vent dit « Moulin Dautin » du nom de son premier propriétaire. Construit en 1794 (IMH) il fonctionna durant environ un siècle. En 1992, Pierre Patron en fait don à l'Association « à Tire d'Aile »[18] qui réalisera sa restauration. Le moulin est en fonctionnement depuis 1994 et se visite. Il est le seul moulin en état de moudre du blé en Bourgogne.
- Église Saint-Romain (monument historique classé en 2015) : édifice de la Renaissance formé de deux nefs ogivales à larges baies flamboyantes, la nef principale est terminée par une abside à 3 pans, voûtes à nervures, clocher refait à neuf en 1771, portail Renaissance, immense pignon gothique flamboyant XVIe, tapis encadré XVIIIe, statues de saint évêque XVIe et de Christ en croix XVIIIe, fragments de vitraux peints XVIe. D'importantes restaurations dès 2015.
- Lavoir public, couvert et fermé, de la fin du XIXe siècle ; a été en usage fréquent jusque dans les années 1970. Aujourd'hui il ne peut plus être admiré que depuis une grille fermée en raison de dégradations multiples dont il a été victime.
- Huilerie (dans la Grande rue) ; entièrement restaurée par des bénévoles et une association, cette huilerie est aujourd'hui en mesure de fonctionner.
- Restes de l'enceinte fortifiée du village.
- Maisons avec vestiges du XVIe siècle réemployés.
- Au hameau de Nanteau : ancienne chapelle Saint Hubert, la source miraculeuse autrefois lieu de pèlerinage, et le lavoir couvert.
- Au hameau de Prénereau : la cloche de l'ancienne chapelle avait la réputation d'éloigner l'orage.

## Personnalités liées à la commune
- Etienne Mathieu (Migé,1760-Auxerre,1839) : Juge d'instruction à Auxerre.
- Jules Dautin. Romancier
- Georges et Jean Billaudet. Médecins et Chirurgiens à Avallon et Auxerre.
- Raymond Clavreuil (Paris,1907-Migé,1991): "Maréchal de la Librairie Française" connu de tous les historiens et érudits du monde entier.
- Corinne Sachoux.

## Pour approfondir